# Piazza di Pietra
Piazza di Pietra è una piazza di Roma.

## Descrizione
Sita nel centro storico di Roma, è collegata alla centrale via del Corso. La piazza è dominata dal colonnato del Tempio di Adriano, eretto dall'Imperatore Antonino Pio in onore del padre adottivo Adriano: tale colonnato è stato inglobato alla fine del XVII secolo nel nuovo edificio della Dogana dei Beni di Terra ad opera dell'architetto Carlo Fontana. Esso nel corso del XIX secolo divenne la Borsa Valori e infine la sede della Camera di Commercio di Roma.
Il nome della piazza è di attribuzione popolare, molto probabilmente da attribuirsi all'imponenza delle pietre del colonnato; il nome precedente di Piazza dei Preti era dovuto alla presenza di un Ospizio dei preti invalidi presente nella piazza e dipendente dall'Ospizio di San Michele.
Altri palazzi notevoli che si affacciano sulla piazza sono il Palazzo Ferrini Cini e il Collegio dei Bergamaschi.